# سارناخپیور
سارناخپیور  یک روستا در ارمنستان است که در استان گغارکونیک واقع شده‌است.  در  کیلومتری شمال گیومری، مرکز استان شیراک واقع شده است.  در  کیلومتری شمال گاوار، مرکز استان گغارکونیک واقع شده است.